# Sächsischer Eissportverband
Der Sächsische Eissportverband (SEV) ist der Landesverband der Eissportvereine im Freistaat Sachsen. Er ist Mitglied im Deutschen Eishockey-Bund, der Deutschen Eislauf-Union, der Deutschen Eisschnelllauf- und Shorttrack-Gemeinschaft, dem Deutschen Eisstock-Verband und dem Deutschen Curling-Verband und vertritt Sachsen in den jeweiligen Sportarten. Der 1990 gegründete Verband hat seine Geschäftsstelle in Chemnitz.
Bereits 1925 gab es in Sachsen einen Eissportverband, der einer der neun Landeseissportverbände des Deutschen Eislaufverbands wurde.

## Eishockey
Der SEV organisierte den ersten regulären Spielbetrieb in den neuen Bundesländern nach der deutschen Wiedervereinigung. Die Eishockey-Sachsenliga wurde 1990 gegründet. Sie war die fünft-, teilweise vierthöchste Liga im deutschen Ligasystem. Zeitweise bestand mit der Landesliga Sachsen ein Unterbau. Neben sächsischen Vereinen nahmen auch Mannschaften aus den benachbarten Bundesländern Thüringen und Sachsen-Anhalt teil. Ab 2007 wurden auch Berliner Vereine aufgenommen. Von 2000 bis 2009 wurde der Sächsische Eishockey-Pokal ausgespielt.
Nach der Umbenennung der ursprünglichen Regionalliga Ost in Oberliga Ost wurde die Sachsenliga 2011 in Regionalliga Ost umbenannt. Diese wird seitdem vom SEV ausgerichtet. Seit 2019 wird auch wieder eine Landesliga Sachsen durchgeführt.
Daneben ist der SEV zuständig für den Spielbetrieb der Ostdeutschen Meisterschaft (ODM), den Wettbewerben für Jugendklassen in den Bundesländern Sachsen, Thüringen, Sachsen-Anhalt und Berlin.

### Sächsische Landesmeister 1990–2011
- 1990/91 SV Rot-Weiß Bad Muskau
- 1991/92 SV Rot-Weiß Bad Muskau
- 1992/93 SV Rot-Weiß Bad Muskau
- 1993/94 ESC Dresden
- 1994/95 ESC Dresden
- 1995/96 SV Rot-Weiß Bad Muskau
- 1996/97 SG Chemnitz
- 1997/98 ESC Dresden
- 1998/99 ESC Dresden
- 1999/2000 USG Chemnitz
- 2000/01 ES Weißwasser 1b
- 2001/02 Saale-Teufel Halle
- 2002/03 ELV Niesky
- 2003/04 1. FEV Klingenthal/Brunndöbra
- 2004/05 Jungfüchse Weißwasser
- 2005/06 EHC „Neue Eislöwen“ Dresden
- 2006/07 EHC Jonsdorfer Falken
- 2007/08 ERC Chemnitz
- 2008/09 ESC Dresden 1b
- 2009/10 EHC Fortuna Leipzig
- 2010/11 ESC 2007 Berlin

### Sächsischer Eishockey-Pokal 2000–2009
- 2000 ETC Crimmitschau
- 2001 ETC Crimmitschau (Amateurpokal: ESC Saaleteufel Halle)
- 2002 ESC Dresden (Amateurpokal: EHV Schönheide)
- 2003 1. FEV Brunndöbra
- 2004 USG Chemnitz
- 2005 ERC Chemnitz
- 2006 EHC Jonsdorfer Falken
- 2007 EHC Fortuna Leipzig
- 2008 Finale (Fortuna Leipzig – Wild Boys Chemnitz) nicht ausgespielt
- 2009 ESC Dresden

### Meister Landesliga Sachsen seit 2019
- 2019/20 EHV Dresden Devils[2]
- 2021/22 EHC Erfurt 1b[3]
- 2022/23 EHC Erfurt 1b[4]
- 2023/24 EHV Dresden Devils[5]
- 2024/25 EHC Erfurt 1b[6][7]